# Утина, Наталья Иеронимовна
Наталья Иеронимовна Утина (урождённая Корсини; 1841—1913) — русская писательница, драматург, первая студентка университета в Российской Империи.

## Биография
Дочь архитектора И. Д. Корсини и писательницы М. А. Корсини. В осеннем семестре 1859/1860 учебного года Корсини стала первой студенткой, переступившей порог университета, несмотря на существовавший на тот момент законодательный запрет для женщин. 
Это было осенью 1859 года. Одна из самых больших университетских аудиторий (...) была переполнена: студенты с нетерпением ждали весьма популярного профессора Константина Дмитриевича Кавелина, читавшего им гражданское право. 
Но вот появляется профессор, а за ним ректор П. А. Плетнёв под руку с молодою и красивою девушкою. 
Ректор усаживает девушку в кресло, сам садится рядом, и Кавелин приступает к чтению своей лекции. (...)

Впоследствии Корсини приходила уже одна с записною тетрадью в руках, усаживаясь за одним из общих столов и прилежно записывала лекции, стараясь не проронить ни одного слова. 
Корсини училась в Петербургском университете, посещала лекции В. Д. Спасовича,  К. Д. Кавелина, общение с которым по её мнению не дало «свернуть на узкий путь близорукого материализма».
Барышня имела резко выраженный итальянский тип, небольшого роста, всегда одета в чёрное шерстяное… платье, волосы у нее были несколько подстрижены и собраны в сеткуЛ. Ф. Пантелеев

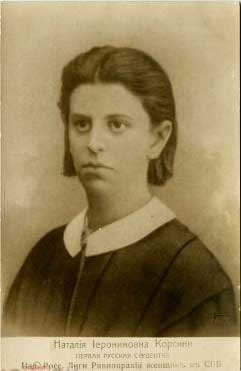
Наталья Корсини ― первая русская студентка

Утина входила в просветительский кружок А. П. Блюммер ― В. В. Александровской; преподавала в воскресных школах для девочек. Член Комитета второго отделения Литфонда, созданного для пособия учащейся молодежи. За участие в студенческих выступлениях в 1862 году была арестована. В 1863 году, бросив всё «во имя искренней… любви», уехала за границу; в том же году вышла замуж за Н. И. Утина. В 1866 году они обвенчались в женевской православной церкви. Участница русcкой секции 1-го Интернационала. В 1878 году вернулась с мужем в Россию.
Дебют в печати ― рецензия «Шотландский брак и английская молодёжь» (1871). В собственном творчестве Утина попыталась соединить любовную интригу с современными «жизненными вопросами», что отражено в её романе «Два мира» (1874, 1875, псевдоним Н. Алеева) о молодых людях 1860-х годов со сложным переплетением судеб многочисленных героев из разных «миров» (бедных и богатых, «новых людей» и обывателей) и несколькими сюжетными линиями.
Склонность Утиной описывать в сниженных тонах реалии литературного и семейного быта проявилась в повести «Жизнь за жизнь» (1885, псевдоним Н. А. Таль), где личная драма А. И. Герцена (в повести — Веприн, Н. А. Герцен — Веприна, Н. П. Огарёв ― Погорелов, Г. Гервег — Штейн) была представлена в неприглядном виде. Скандальная известность повести побудила Т. П. Пассек опубликовать письма Герцена к Огарёву в журнале «Русская старина» (1886―1987).
В повести «Душевные бури» (1889) героиня — «мечтательница», разочаровавшаяся в браке, свободной любви, передовых взглядах молодых лет становится свидетельницей событий революции 1871 в Париже, пережитых самой Утиной. В повести «Кранц» (1892) главный персонаж ― молодой доктор, еврей, но «христианин в душе», прекрасный внешне и внутренне, подан в качестве примера идеального человека, способного на жертву. Насыщенная еврейской символикой повесть написана, вероятно, в полемике с антисемитами, притом что Утиной не удалось избежать антисемитских штампов. В 1913 году были изданы пьесы Утиной, над которыми она работала в конце 1880-х гг.: «Царевна-Ксения», «Банкир», а также «Ундина» (1898—1899), написанная в соавторстве с П. А. Висковатовым ― мужем её старшей сестры. В их семье в Дерпте Утина жила после смерти своего мужа. Была актрисой-любительницей. Бедствовала, отвечая на запрос М. К. Лемке (1912) по поводу архива мужа, писала (из Выборгской губернии), что в её имении «произошел пожар, уничтоживший и дом, и всё в нем находящееся». Последнее известное письмо Утиной (к Лемке), в котором она сообщает о намерении остаться в Финляндии до конца дней, датировано 16 июня 1913 года.
Другие произведения: Рецензия «Английские семейные хроники» (1871), статья «Роберт Бернс. Шотландский народный поэт» (1876). Рассказы: «Людоедка» (1874), «Перекатов» (1875; оба с подзаголовками «Очерк из жизни русских праздношатающихся за границей»), «Современный Диоген» (1890), монологи «Тайна. Провинциальный комик. В Удельную» (1913).